# Leptopogon
Genre
Leptopogon est un genre de passereaux de la famille des Tyrannidés. Il se trouve à l'état naturel en Amérique du Sud,,, et centrale,.

## Liste des espèces
Selon la classification de référence du Congrès ornithologique international (version 6.4, 2016) :
- Leptopogon amaurocephalus Cabanis, 1846 — Pipromorphe à tête brune
  - Leptopogon amaurocephalus pileatus Cabanis, 1866
  - Leptopogon amaurocephalus idius Wetmore, 1957
  - Leptopogon amaurocephalus diversus Todd, 1913
  - Leptopogon amaurocephalus orinocensis Zimmer, JT & Phelps, 1946
  - Leptopogon amaurocephalus peruvianus Sclater, PL & Salvin, 1868
  - Leptopogon amaurocephalus amaurocephalus Cabanis, 1846
- Leptopogon superciliaris Tschudi, 1844 — Pipromorphe à tête grise
  - Leptopogon superciliaris superciliaris Tschudi, 1844
  - Leptopogon superciliaris albidiventer Hellmayr, 1918
- Leptopogon rufipectus (Lafresnaye, 1846) — Pipromorphe à poitrine rousse
- Leptopogon taczanowskii Hellmayr, 1917 — Pipromorphe inca